# 関東自動車佐野営業所

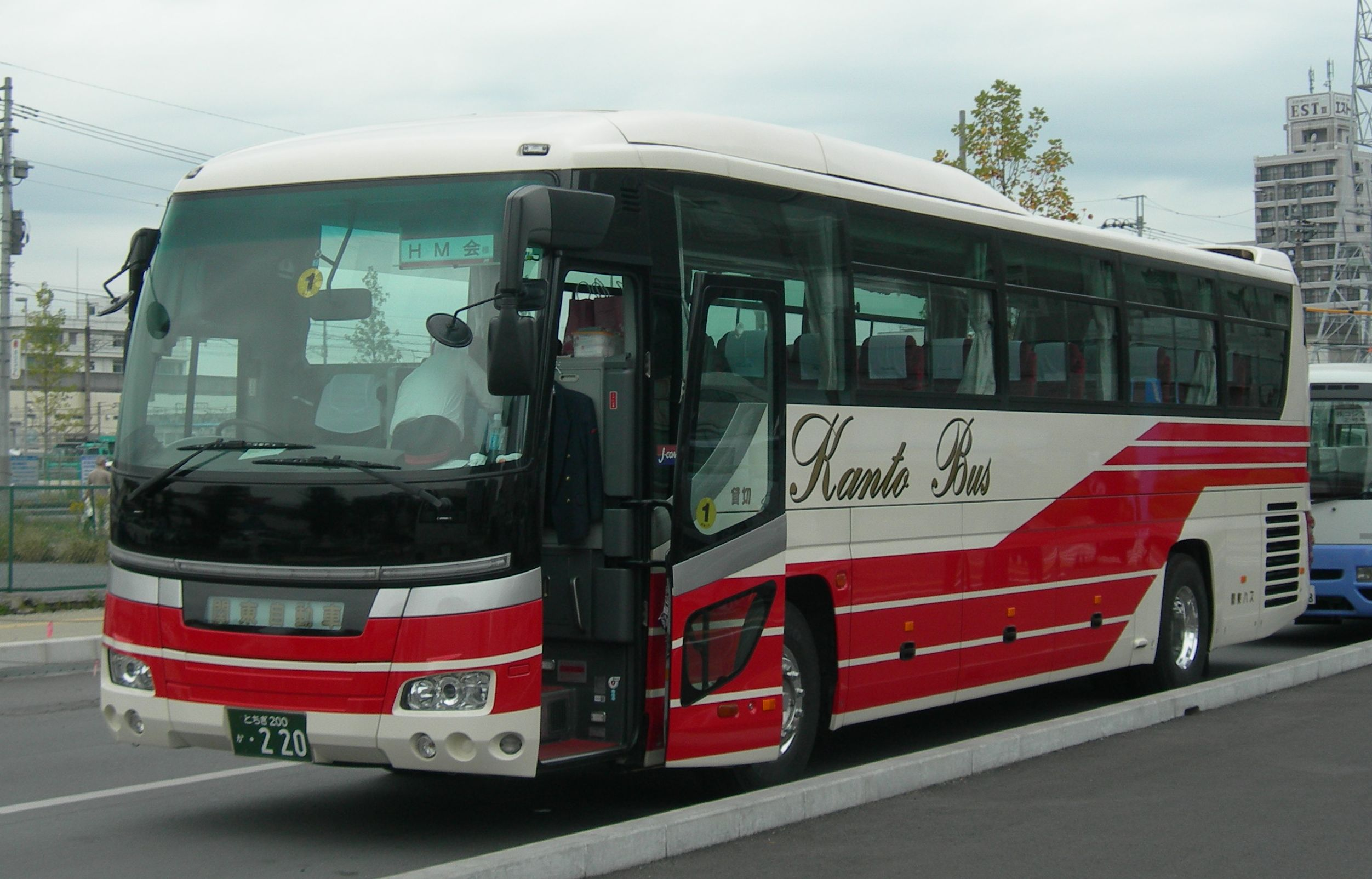
佐野営業所の貸切車（日野セレガHD）

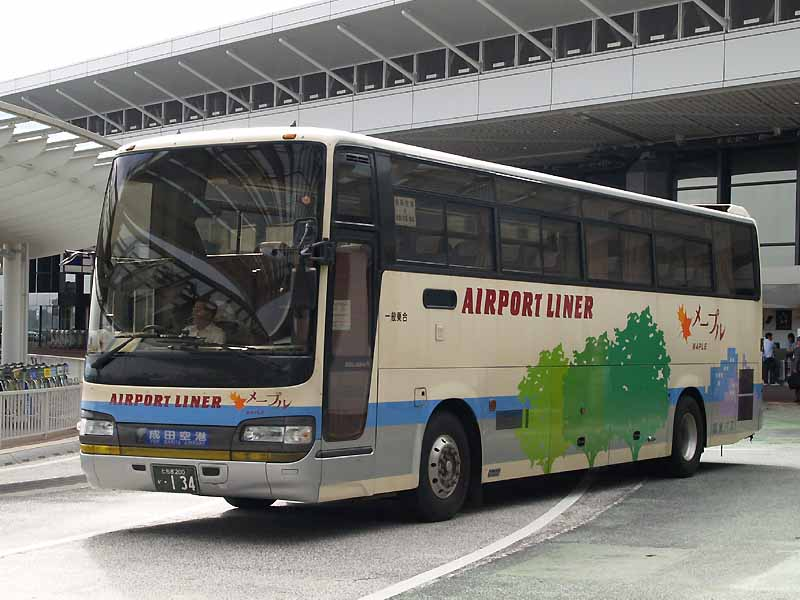
佐野営業所担当の（メープル号）※廃車済み

関東自動車佐野営業所（かんとうじどうしゃさのえいぎょうしょ）は、栃木県佐野市富岡町にある関東自動車のバス営業所。傘下に栃木営業所を擁する。現在、一般路線は佐野市内の1路線のみを担当、高速バスは2路線を担当している。宇都宮営業所とともに貸切車の拠点でもある。所属車輌のナンバープレートは、「栃木」「とちぎ」が存在する。

## 沿革
- 1935年（昭和10年） 藤岡自動車の買収により佐野駅前に佐野営業所開設[1]。
- 1936年 佐野市若松町に発足。
- 1943年（昭和18年） 下野自動車を買収し、佐野市高砂町にあった同社の事務所を佐野営業所とする[2]。
- 19??年 佐野市富岡町の現在地[3]に移転。移転時期は不明だが1975年1月の時点で現在地に営業所がある[4]。
- 1986年 栃木営業所と統合、佐野は出張所化。
- 1996年 大規模な営業所再編により、佐野は営業所に昇格、栃木は出張所に降格のうえ、佐野の傘下へ。
- 1997年 空港リムジンバス「メープル号」（太田・足利・佐野 - 成田空港）を新設、千葉交通と共同運行。
- 1998年 空港リムジンバス「サルビア号」（桐生・足利・佐野 - 成田空港）を新設、千葉交通と共同運行。「メープル号」を館林経由に変更。
- 2003年 佐野新都市線（佐野新都市バスターミナル - 佐野駅 - 佐野新都市バスターミナル循環）を新設。

## 現行路線

### 一般路線
路線名称として、佐野新都市線「万葉浪漫バス」。2003年の佐野プレミアム・アウトレット開業により運行開始。現在は佐野新都市バスターミナルを発着点に佐野厄除大師や佐野駅を経由する循環運行を基本とし経由順で右回りと左回りの2種類が運行されているが、朝夜は佐野駅と佐野新都市バスターミナル間のみの運行となる。
- 右回り

佐野新都市バスターミナル → 佐野プレミアム・アウトレット → イオンモール佐野新都市 → 佐野短大 → 佐野警察署南 → 佐野厄除大師 → 佐野駅 → 佐野市文化会館 → 佐野短大 → イオンモール佐野新都市 → 佐野プレミアム・アウトレット → 佐野新都市バスターミナル
- 左回り

佐野新都市バスターミナル → 佐野プレミアム・アウトレット → イオンモール佐野新都市 → 佐野短大 → 佐野市文化会館 → 佐野駅 → 佐野厄除大師 → 佐野警察署南 → 佐野短大 → イオンモール佐野新都市 → 佐野プレミアム・アウトレット → 佐野新都市バスターミナル
- 区間便

佐野駅 - 佐野市文化会館 - 佐野短大 - イオンモール佐野新都市 - 佐野プレミアム・アウトレット - 佐野新都市バスターミナル
佐野駅発は平日・土曜日朝のみ運行、佐野新都市バスターミナル発は、全日の18:00以降の便が該当する。

## 撤退・廃止路線
※近年撤退・廃止された路線を掲載
- 高砂町 - 岩舟 - 東武静和駅

### 高速バス・空港リムジン
いずれも千葉交通との共同運行。
- メープル号
太田駅・BUSターミナルおおた・大泉町役場・館林市役所 - 成田空港
- サルビア号
桐生駅・足利市駅・佐野新都市バスターミナル - 成田空港